# Fand
 (signalé en juin 2025).
Si vous disposez d'ouvrages ou d'articles de référence ou si vous connaissez des sites web de qualité traitant du thème abordé ici, merci de compléter l'article en donnant les références utiles à sa vérifiabilité et en les liant à la section « Notes et références ».
- Archive Wikiwix
- Bing
- Cairn
- DuckDuckGo
- E. Universalis
- Gallica
- Google
- G. Books
- G. News
- G. Scholar
- Persée
- Qwant
- (zh) Baidu
- (ru) Yandex
- (wd) trouver des œuvres sur Wikidata

Dans la mythologie celtique irlandaise, la reine Fand, dont le nom signifie « hirondelle », apparaît principalement dans le récit Serglige ConCulaind qui narre la maladie de Cúchulainn et la jalousie d’Emer.

## Mythologie
Elle est la fille d’Aed Abrat (un Tuatha Dé Danann) et l’épouse de Manannan Mac Lir, un dieu souverain du Sidh. Elle quitte son mari à la suite d’une querelle et, attaquée par des Fomoires, elle fait appel à Cúchulainn, le héros de l’Ulster. D’autres versions avancent que c’est Cúchulainn qui l’aurait blessée en plein vol, alors qu’elle avait pris l’apparence d’un oiseau. Dans l’Autre Monde, ils deviennent amants pendant un mois. Emer, l’épouse légitime de Cúchulainn, poussée par la jalousie, part avec cinquante servantes munies de couteaux pour tuer l’amante. S’ensuit une querelle entre Emer, Cúchulainn et Fand qui, finalement s’en retourne avec Manannan. Celui-ci utilise son manteau d'invisibilité pour qu’elle disparaisse définitivement aux yeux de son amant. Les druides font boire à Cúchulainn et à Emer un « breuvage d’oubli », pour que lui oublie ses sentiments pour sa maîtresse et elle, sa jalousie.
La rupture des amants signifie que le héros ne peut transcender son statut et endosser la souveraineté.